# Литовская мифология
Лито́вская мифоло́гия — совокупность мифологических представлений литовцев, отразившихся в преданиях, легендах, различного рода произведений фольклора.
Литовская религия принадлежит к числу балтских религий и тесно связана с прусской и латышской религиями. Наряду с традиционными религиями Северной и Центральной Европы (славянская, германская и кельтская), она отражает праиндоевропейскую религию.
Несмотря на богатство источников в форме исторических свидетельств о древнем литовском богопочитании, этнографических данных и народно-поэтических мотивов, сохраняющих дохристианские воззрения и верования, литовская мифология до недавнего времени была ещё мало разработана.

## Исследования

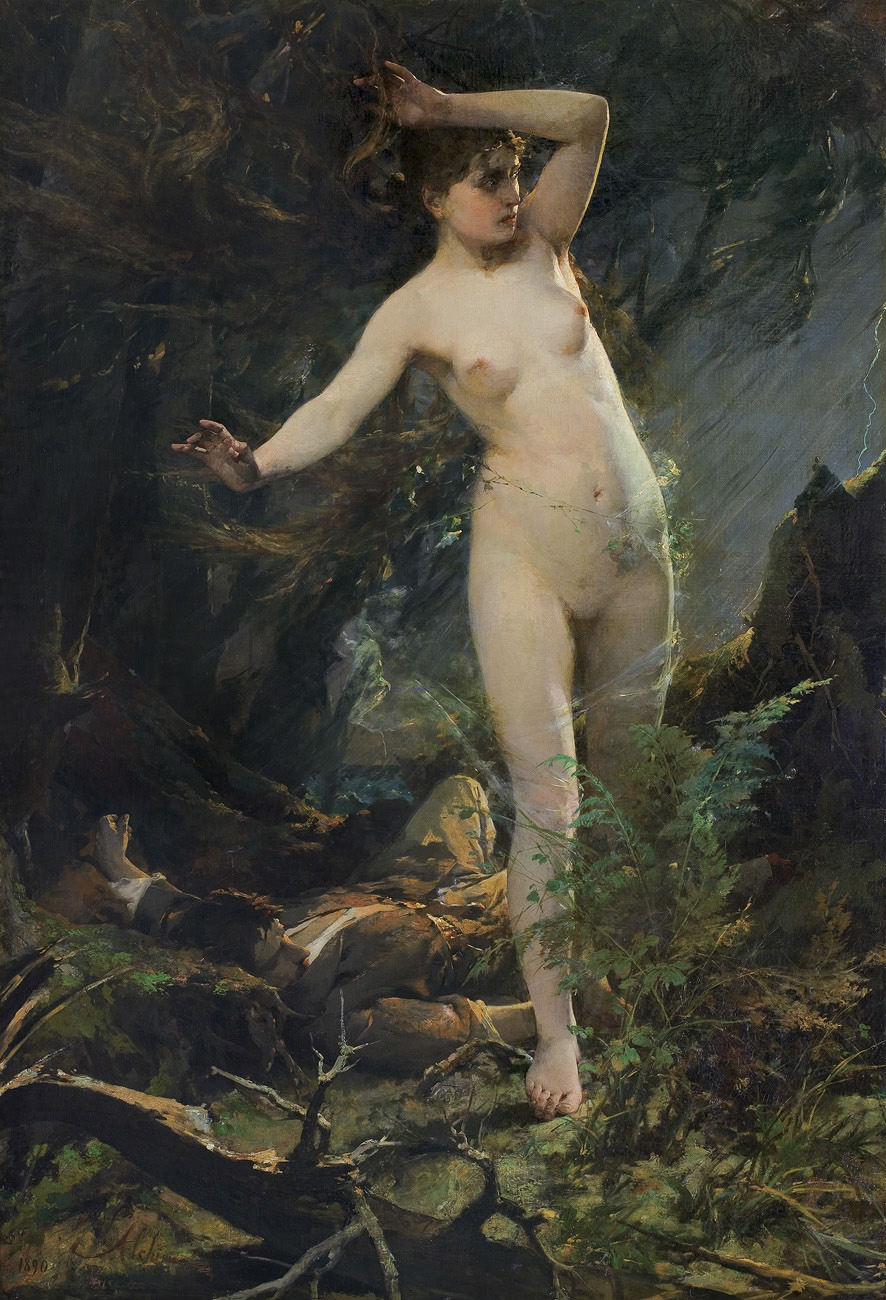
«Милда, богиня любви (литовская Венера)», Казимир Альхимович (1890)

M. О. Коялович видел в литовской мифологии следы древности и обособленности. Она, по его мнению, совмещает в себе высшие отвлеченные понятия древнейших религий и выработанную, законченную форму греко-римского язычества.
Филологический анализ сообщений о литовской мифологии у писателей XVI века Мацея Стрыйковского и Яна Ласицкого и их последователей первой половины XIX века Теодора Нарбута и Юзефа Крашевского обнаружил их недостоверность: такие учёные, как Станислав Микуцкий, Николай Акелевич, Антон Мержинский, Ян Карлович, доказали, в частности, что Ласицкий и Нарбут не знали литовского языка, а последний, сверх того, увлекался поэтическими выдумками. Тем не менее, многие сочинения конца XIX столетия опирались на прежние недостоверные представления: так, Адам Гонорий Киркор излагал литовскую мифологию по старому шаблону, особенно в связи с бронзовыми и каменными идолами, хранившимися в виленском Музее древностей. Много фантастического и в книге Э. Фекенштедта «Мифы, сказания и легенды жемайтов» (нем. Die Mythen, Sagen und Legenden der Zamaiten; 1883), как это ясно показал Карлович в статье «Литовская мифология и господин Фекенштедт». В работе Г. Узенера и Ф. Сольмсена «Литовские и латышские имена богов» (нем. Litauische und lettische Götternamen; 1894), материал которой вошёл в известную монографию Узенера «Имена богов», фигурируют такие боги и богини, как богиня вечерней темноты Bezleja или бог перемены жилища Apidome — как отмечал С. Н. Трубецкой, в имена богов тут превращены обыкновенные слова bežleja («темнеет») и apideme (по-жемайтски поле между хатами или ограда, огороженное место для скота); впрочем, позднейшие исследователи указывали, что сообщения о божестве Apidėmė — женском злом духе, связанном с брошенным жильём (по жемайтскому поверью, при рождении изувеченного или уродливого детёныша у домашнего скота семье следовало срочно переменить место жительства), — были записаны разными источниками и могут не сводиться к фантазиям кабинетной мифологии.
Краткие известия древних авторов — Тацита, Вульфстана и других — до конца XIII века отличаются большею правдоподобностью, нежели выработанные системы протестантов и контрреформаторов-иезуитов в XVI и XVII веков. Весьма вероятно, что в Литве и Пруссии каждая область имела своего отдельного бога, который только в ней считался самым высшим, но в отношении к целому народу сравнительно с племенными богами являлся подчиненным божеством. По свидетельству Иеронима Пражского, проповедовавшего в Литве в начале XV века, предметы обожествления в различных местах были различны. В одной местности почитали змей, в другой — огонь, в третьей — солнце или железный молот редкой величины. На вопрос, обращенный к жрецам, в чём смысл почитания молота, они ответили, что однажды в течение нескольких месяцев не было видно солнца, которое какой-то могущественный царь захватил и держал взаперти в укрепленной башне. Тогда знаки Зодиака огромным молотом разбили башню и, освободив солнце, возвратили людям. Инструмент, с помощью которого люди снова получили свет, стал предметом почитания.
Один из путей к объяснению основ литовской мифологии указан ещё в 1841 году П. И. Прейсом («Журнал министерства народного просвещения», ч. 26): не увлекаясь предвзятым взглядом, нужно изложить систему литовской религии на основании критики историко-бытовых свидетельств. Этот метод положен в основу исследования А. Ф. Мержинского «Памятники литовской мифологии» (лат. Mythologiae Lithuanicae Monumenta). В первом выпуске (1892) собраны все свидетельства о литовском богопочитании от Тацита до хроники Альбрехта фон Бордевика[кто?] (1298—1301). Во втором выпуске (1896) рассмотрены свидетельства писателей XIV и XV веков, особенно Петра из Дуйсбурга, записки крестоносцев и др. Из изучения Мержинским латинских свидетельств выясняется, между прочим, что слова idola, simulacra, templa употребляются совсем не в смысле деревянных, каменных, бронзовых или железных изображений богов и их святынь, а только в переносном значении почитания сил природы, небесных светил и духов предков. Местом почитания служила природа: лес, жниво, луг или же дом, домашний очаг, части дома и усадьбы, в которых происходили и происходят по настоящее время аграрные обряды сельскохозяйственного характера при первом выгоне скота, окончании жатвы, молотьбе, обработке льна и т. п. Что в Литве ещё в XVII веке люди якобы имели прямые отношения к дьяволу, летали, как раганы-лятавицы, на гору Шатрию (сборище всяких демонов на Жмуди в Иванову ночь) — видно из судебных актов Северо-Западного края, обнародованных Виленской археографической комиссией («Сборник», том III, «Акты», т. 6 и 10).

## Литовское богопочитание
Можно выделить следующие главные черты литовского богопочитания:
- Литовцы почитали, как славяне и индусы, Перкуна, причём характеристичной мифической формулой является выражение: Перкун гоняет или убивает вельнаса или велинува (чёрта). Вельнас — близкий родственник велей, душ умерших предков. Сцена преследования этого чёрта, являющегося в образе чёрного кота, пса, козла, человека с кожухом наизнанку и застреливаемого при помощи чудесной пули (серебряной пуговицы), происходит непременно вблизи дуба или другого какого-нибудь дуплистого дерева. Перкунопочитание тесно связано с почитанием стародавних дубов — в роде «Баублиса», прославленного поэтом Дионизом Пашкевичем, — у которых приносились жертвы крашеными нитками, яйцами, сыром и другими продуктами. Под влиянием христианских легенд Перкун принимает впоследствии роль карающего и милующего бога (см. «Zur lit. Dialektkunde», стр. 7).
- Значительная часть древней литовской песенной литературы состоит из так называемых раудас — траурных или прощальных песен в роде великорусских причитаний или корсиканских voceri. В этих причитаниях упоминается слово Vele как название души умершего праведного человека. К родителям умершего, над которым причитывают, обращаются с просьбой отворить ему ворота и двери велей, взять за белы рученьки и провести на скамью велей. Молодой покойник называется зятем велей, молодая покойница — невестой велей, новопреставленный покойник — гостем велей (Veliu svetelis). В одном причитании плакальщица просит раньше умерших родственников собраться на могильном холме, чтобы, встретив новоприбывшего, посадить его на скамью велей. Белый хлеб дают покойнику в гроб для матери велей или в награду веленишам, маленьким велям, открывающим ворота. Невидимые покровители — предки из могильного мира — делаются покровителями домашнего очага и огня; отсюда возникает сильно развитое у литовцев огнепоклонничество.
- Поклонение земле, которой жертвовали чёрного поросёнка, выразилось в культе жемины, так называемом жеминеляуть, в начале земледельческого года, во время вывоза навоза и при начале вспашки. Культ матери земли переобразовался с развитием хлебопашества в культ поля. Праздник окончания жатвы ржи (пабейктуве) был связан с почитанием жатвенного или растительного демона в виде последнего остатного снопа.
- Культ домовых и огня, называемый szventa Gabija, ażpelenie (см. Залтис).
- Души умерших людей являются в млечном пути (по-лит. — пути птиц, paukszcziu kelias), подобно тому, как у латышей северное сияние — сражение павших воинов-предков. Солнце имеет прозвище мать: Солнцевыми дочерями называются звёзды.
- Почитание леса и деревьев в святых рощах, в которых насыпались могильные холмы над остатками сожженных костей предков, связано с культом богини Медейны и заячьего бога русской летописи.
- Культ дейв или лайм связан с так называемыми камнями богинь (фей, парк, рожениц), которые считались богинями плодородия и домашнего счастия, покровительницами жита и скота.
- По отзывам средневековых проповедников и миссионеров, у литовцев строго соблюдался обычай поминальных обедов в честь умерших предков в осеннее время, в октябре месяце, посвящённом памяти покойников. Литовские боги — это боги народа, глубоко почитающего души своих предков, живущего на низкой ступени земледельческой культуры, в пущах, около широко разливающихся рек, и отличающегося терпимостью к чужим вероисповеданиям. Жрецы призывались для объяснения сновидений, для ворожбы, но главные священнодействия совершал, вероятно, домовладыка, а в делах государственных — народ и князья.